# Wilding (autodifesa)
Il wilding è una tecnica di difesa personale che unisce un approccio psicologico a tecniche di combattimento corpo a corpo a mani nude.
È stata ideata nei primi anni 2000 da Mario Furlan, fondatore dei City Angels e istruttore di krav maga e di jeet kune do. Il suo nome deriva dalla parola inglese “wilding”, che significa selvaggio, istintivo.

## Descrizione
Il wilding si fonda sul binomio delle 2P: psicologia e prevenzione.
Essendo basato non tanto sulla forza fisica, bensì sulla forza mentale, ossia quella che si comunica esteriormente ad un osservatore, incluso un possibile aggressore, con il proprio atteggiamento fisico e verbale camminando per le strade avendo incontri imprevisti con sconosciuti, il Wilding è particolarmente indicato per le donne e per le persone anziane o con problemi fisici.
Il concetto è quello di sviluppare l'assertività e l'autostima personale, in modo da evitare un atteggiamento da vittima che involontariamente trasmetta il segnale di poter essere aggredita impunemente.
L’approccio iniziale insegnato, in caso di situazioni di pericolo è quello di controllare psicologicamente la situazione, evitare situazioni pericolose porre una barriera distanziatrice psicologica, con semplici gesti come alzare una mano, e se sfortunatamente si arrivasse allo scontro fisico colpire, usando il palmo aperto della mano dal basso verso l’alto, punti chiave come naso, gola, tempie, mascella.
Il corso di autodifesa dei City Angels
Viene insegnata, oltre che ai volontari dei City Angels, che l’apprendono durante il loro corso di formazione, a vari professionisti della sicurezza, tra cui forze dell'ordine, guardie giurate, controllori, e a figure professionali che rischiano aggressioni, come gli autisti dei mezzi di trasporto pubblico e il personale del pronto soccorso ospedaliero.

## Insegnamento
Il suo insegnamento non richiede una frequenza regolare di palestra, essendo maggiormente basato su principi teorici da imparare ed il suo apprendimento è più simile alla partecipazione di un corso di formazione.
Gli istruttori di Wilding sono stati chiamati da Furlan, coach, e non maestri, o sifu o sensei terminologia usata negli sport di arti marziali, per rimarcare la maggior rilevanza data agli aspetti psicologici e mentali rispetto l'azione muscolare e come tali sono accettati dall'Associazione Italiana Coach; nel 2016 la prima coach donna è stata certificata.
Il Wilding viene insegnato soprattutto in Italia e in Svizzera.
Nel 2014 le donne del quartiere di Scampia, nel corso delle iniziative di “Sport contro il sistema delle mafie”, organizzate dall’ente Sport Nazionale, hanno potuto partecipare al corso gratuito di wilding.
Dal 2017 il comune di Milano, quello di Monza, e i nove municipi del capoluogo lombardo, annualmente organizzano corsi di Wilding aperti ai cittadini.
Nel 2020 si sono svolti corsi di Wilding nell’ambito del progetto "Sicurezza in rosa".